# Tarlok Singh Sandhu
Tarlok Singh Sandhu (ur. 1 stycznia 1955) – indyjski koszykarz, uczestnik Letnich Igrzysk Olimpijskich 1980
Na olimpiadzie rozegrał 7 spotkań. Razem z drużyną zajął ostatnie 12 miejsce. Zdobył:
- 12 punktów,
- 9 zbiórek,
- 1 asystę,
- 1 przechwyt[1].